# Магнолієцвіті
Магнолієцвіті (Magnoliales) — порядок квіткових рослин. Один з примітивних порядків дводольних. Викопні його рештки відомі з крейдового періоду. Представники цього порядку переважно вічнозелені дерева, рідше чагарники та ліани, що в основному зростають в зоні тропічного та субтропічного кліматів.

## Опис
Найхарактернішою рисою порядку є наявність у типових родин апокарпного гінецея, що складається з багатьох вільних плодиків. Інші риси примітивної будови квітки такі: видовжене опукле квітколоже, невизначене число членів квітки — андроцея, гінецея і навіть оцвітини, переважно ациклічне їх розміщення. Але в межах цього великого порядку є переходові квітки. Так, у деяких тропічних представників порядку ознаки дводольних і однодольних (розміщення членів квітки в тричленних колах, безладне розташування провідних пучків у стеблі, зростання двох сім'ядолей в одну й ін.) поєднуються. З одного боку, це свідчить про відсутність різкої межі між однодольними і дводольними, а з другого — про можливість виникнення перших від останніх через магнолієцвіті.

## Класифікація
Порядок охоплює 6 родин, переважно тропічного і субтропічного походження:
- Annonaceae (понад 2000 видів)
- Degeneriaceae (2 види, що поширені в Океанії)
- Eupomatiaceae (2 види, що поширені в Новій Гвінеї та Австралії)
- Himantandraceae (2 види)
- Магнолієві (Magnoliaceae) (понад 225 видів)
- Myristicaceae (понад 100 видів)